# Пушкинская улица (Кашира)
Пушкинская улица — улица в центральной части города Кашира Московской области. Улица носит свое название в честь великого русского поэта и драматурга Александра Сергеевича Пушкина.

## Описание
Улица берет свое начало от пересечения с Советской улицей и далее уходит в юго-западном направлении, а потом резко уходит на север. Заканчивается Пушкинская улица на пересечении с улицей Первомайская в непосредственной близости от реки Оки. По ходу движения с начала улицы ее пересекают улица Фридриха Энгельса, улица Свободы, улица Коммуны, Пушкинский переулок, Колодезный переулок и Первомайская улица. Слева по ходу движения с начала улицы примыкает Волков переулок.
На всем своем протяжении Пушкинская улица является улицей с двусторонним движением.
Нумерация домов по Пушкинской улице начинается со стороны Советской улицы.
Почтовый индекс Пушкинской улицы в городе Кашира Московской области — 142900.

## Примечательные здания и сооружения
- Церковь Введения во храм Пресвятой Богородицы (Православный храм) — улица Фридриха Энгельса, владение 1[2][3]. Первые упоминания о Введенской церкви относятся к XVIII веку, располагались церковь на землях Стрелецкой слободы.
- Каширский городской суд Московской области — улица Советская, владение 13[4][5].
- Реальное училище (Памятник архитектуры) — улица Советская, владение 28/1[6].
- Кафедральный собор Успения Пресвятой Богородицы — площадь Володарского, владение 3.
- Каширский отдел вневедомственной охраны филиал Федерального государственного казенного учреждения Управление вневедомственной охраны войск национальной гвардии по Московской области - улица Фридриха Энгельса, владение 10.

## Транспорт
Движение общественного городского транспорта по улице Пушкинская не осуществляется.